# Mycalesis kagina
Mycalesis kagina är en fjärilsart som beskrevs av Hans Fruhstorfer 1908. Mycalesis kagina ingår i släktet Mycalesis och familjen praktfjärilar. Inga underarter finns listade i Catalogue of Life.